# زیردریایی یو-۷۶۳
زیردریایی یو-۷۶۳ (به انگلیسی: German submarine U-763) یک زیردریایی است که طول آن ۶۷٫۱ متر (۲۲۰ فوت ۲ اینچ) می‌باشد. این زیردریایی در سال ۱۹۴۳ ساخته شد.